# Alberto Couriel
Alberto Couriel Curiel (né le 22 août 1935 à Juan Lacaze, Colonia, Uruguay) est un comptable public, sénateur du Front large (gauche) élu en 2005 et réélu aux élections générales de 2009. Indépendant, il a été élu sur la liste 609 du Mouvement de participation populaire (MPP) . 
Né d'une famille d'immigrés juifs, il est diplômé en économie et en comptabilité de l'Université de la République, ainsi que de l'Institut latino-américain de Planification économique et social de Santiago du Chili. Couriel a enseigné dans de multiples pays d'Amérique latine ainsi qu'en Espagne.
Il fut élu député du Front large en 1989, puis sénateur en 1995, réélu en 2000, 2005 et 2009. Il mit en place un site Internet en 2002 afin de susciter des questions vis-à-vis du ministre de l'Économie Alberto Bensión, alors que la crise économique argentine frappait l'Uruguay .

## Source originale
- (es) Cet article est partiellement ou en totalité issu de l’article de Wikipédia en espagnol intitulé « Alberto Couriel » (voir la liste des auteurs).